# Johnny O’Keefe

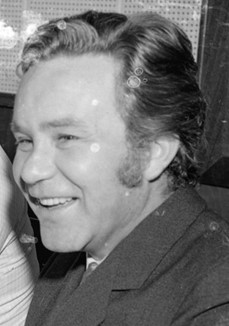
Johnny O’Keefe

John Michael O’Keefe, kurz Johnny O’Keefe (* 19. Januar 1935 in Sydney; † 6. Oktober 1978 in Darlinghurst, Sydney) war der bekannteste australische Rock-’n’-Roll-Interpret.

## Leben
O’Keefes Vater, der ein Möbelgeschäft in Sydney betrieb, war Mitglied einer Jazzband. Er selbst lernte Klavier und sang im Schulchor und trat auch einmal im Radio auf.
Nach der Schule arbeitete er im Familienbetrieb und gründete 1956 mit Dave Owens die Dee Jays. Daraus wurde eine sechsköpfige Band, die regelmäßig auftrat und 1957 auch zwei Singles veröffentlichte.
Im Frühjahr 1958 nahm Johnny O’Keefe unter seinem Namen den Titel The Wild One auf, an dem er selbst mitgeschrieben hatte. Es wurde sein erster Hit und erreichte Platz 20 der australischen Charts. Es war die erste Rock-’n’-Roll-Single aus heimischer Produktion, der das gelang. Der Song wurde auch im Ausland gecovert und in den 80er Jahren hatte Iggy Pop damit seinen ersten und gleichzeitig größten Hit unter dem abgewandelten Titel Real Wild Child (Wild One).
Auch O’Keefe war mit Cover-Versionen erfolgreich und mit Shout, im Original von den Isley Brothers, ging es in den Charts dann schon bis unter die Top 3. Daraufhin versuchte der Australier auch in den Vereinigten Staaten Fuß zu fassen, was ihm aber trotz einer ausgiebigen Tour, die ihn fast durch das ganze Land führte, nicht gelang. In seiner Heimat blieb er aber ein großer Star und konnte bis 1963 viermal die Spitze der Charts erobern. Dazu bekam er eigene Shows im australischen Radio und Fernsehen.
Allerdings litt in dieser Zeit auch seine Gesundheit. Bereits 1960 hatte er einen schweren Autounfall, der ihn wochenlang außer Gefecht setzte. Im Jahr darauf hatte er nach einer zweiten US-Tour einen Nervenzusammenbruch und wieder ein Jahr später einen Rückfall, dessentwegen er zwei Monate im Krankenhaus verbringen musste.
Im Jahr 1964 hatte er mit She Wears My Ring noch einmal einen großen Hit, aber der Rock ’n’ Roll befand sich schon weltweit auf dem Rückzug und die Beat-Musik war auf dem Vormarsch. Sein Erfolg ließ nach und in den kommenden Jahren trat er nur noch in Clubs und bei Veranstaltungen auf. 1974 hatte er noch einmal einen späten Hit mit Mockingbird, dem Cover eines Hits aus den 60er Jahren. Danach ging er mit seiner Show The Good Old Days of Rock'n'Roll erfolgreich auf Tour. Nachdem er bereits von 1958 bis 1966 erstmals verheiratet gewesen war, heiratete er 1975 erneut und drei Jahre später eröffneten sie in Sydney eine Boutique. Noch im selben Jahr starb Johnny O’Keefe an einer Medikamentenüberdosis.
1988 war Johnny O’Keefe einer der ersten Künstler, die in die neu gegründete ARIA Hall of Fame aufgenommen wurden.

## Diskografie
Platzierungen in den australischen Charts soweit bekannt
- Wild One (1958, Platz 20)
- So Tough (1958)
- Shout (1959, Platz 3)
- She’s My Baby (1960, Platz 1)
- Don’t You Know (Pretty Baby) / Come On and Take My Hand (1960, Platz 1)
- I’m Counting on You / Right Now (1961, Platz 1)
- Sing (1962)
- I Thank You (1962)
- Move Baby Move / You’ll Never Cherish a Love So True (1963, Platz 1)
- She Wears My Ring (1964)
- Mockingbirds (mit Margaret McLaren, 1973, Platz 8)